# Campeonato Brasileiro de Basquete Feminino de 2001
O Campeonato Nacional de Basquete Feminino de 2001 (4ª edição) foi um torneio realizado a partir de 10 de fevereiro a 14 de maio de 2001 por oito equipes representando cinco estados.

## Participantes
A.A.Guaru, Guarulhos/SP

 Brasil Juvenil, São Luís/MA

 Jundiaí, Jundiaí/SP

 Ourinhos, Ourinhos/SP

 Paraná Basquete, Curitiba/PR

 Santo André, Santo André/SP

 Univille, Joinville/SC

 Vasco da Gama, Rio de Janeiro/RJ

## Regulamento

### Fórmula de Disputa
O Campeonato Nacional de Basquete Feminino foi disputado por 8 equipes em duas fases:
- Fase Classificatória: As 8 equipes disputaram partidas em um sistema de turno e returno,em que enfrentaram todos os adversários em seu mando de quadra e fora dele.
- Playoffs: As quatro equipes classificadas jogaram num sistema mata-mata e a vencedora desses foi declarada Campeã Nacional de Basquete Feminino de 2001. É dividida em 2 partes:
  - Semifinais: Foi disputada pelas equipes que passaram da primeira fase, seguindo a lógica: (1ª x 4ª); (2ª x 3ª).  Estas jogaram partidas em melhor de 5 (jogos), sendo dois mandos de campo para cada e o jogo de desempate, se houvesse, no ginásio da equipe com o melhor índice técnico da Fase Classificatória.
  - Final: Foi disputada entre as duas equipes vencedoras das Semifinais, em melhor de 5 (jogos), sendo dois mandos de campo para cada e o jogo de desempate, se houvesse, no ginásio da equipe com o melhor índice técnico da Fase Classificatória. A equipe vencedora foi declarada campeã da competição.

### Critérios de Desempate
1º: Confronto Direto

2º: Saldo de cestas dos jogos entre as equipes

3º: Melhor cesta average (Se o empate foi entre duas equipes)

4º: Sorteio

### Pontuação
Vitória: 2 pontos

Derrota: 1 ponto

Não Comparecimento: 0 pontos

## Classificação
| 1 | Vasco da Gama          |
| 2 | Paraná Basquete        |
| 3 | Santo André            |
| 4 | Ourinhos/Unimed        |
| 5 | A.A.Guaru/Nova Geração |
| 6 | Sundown Bike/Jundiaí   |
| 7 | Brasil/Juvenil         |
| 8 | Univille/ABAJ          |

|  |                                     |
|  | Zona de classificação às Semifinais |

## Playoffs

### Semifinais
1ª Rodada
| 21 de abril | Ourinhos | 71 - 65 | Vasco da Gama | Ginásio Monstrinho, Ourinhos |
| 21 de abril |          |         |               | Ginásio Monstrinho, Ourinhos |

| 21 de abril | Santo André | 77 - 93 | Paraná Basquete | Santo André |
| 21 de abril |             |         |                 | Santo André |

2ª Rodada
| 23 de abril | Vasco da Gama | 79 - 57 | Ourinhos | Rio de Janeiro |
| 23 de abril |               |         |          | Rio de Janeiro |

| 23 de abril | Paraná Basquete | 83 - 78 | Santo André | São José dos Pinhais |
| 23 de abril |                 |         |             | São José dos Pinhais |

3ª Rodada
| 25 de abril | Vasco da Gama | 98 - 79 | Ourinhos | Rio de Janeiro |
| 25 de abril |               |         |          | Rio de Janeiro |

| 25 de abril | Paraná Basquete | 72 - 70 | Santo André | São José dos Pinhais |
| 25 de abril |                 |         |             | São José dos Pinhais |

4ª Rodada
| 28 de abril | Ourinhos | 65 - 89 | Vasco da Gama | Ginásio Monstrinho, Ourinhos |
| 28 de abril |          |         |               | Ginásio Monstrinho, Ourinhos |

- Vasco da Gama e  Paraná passaram de fase.

### Final
1ª Rodada
| 5 de maio | Paraná Basquete | 100 - 98 | Vasco da Gama | São José dos Pinhais |
| 5 de maio |                 |          |               | São José dos Pinhais |

2ª Rodada
| 7 de maio | Vasco da Gama | 90 - 74 | Paraná Basquete | Rio de Janeiro |
| 7 de maio |               |         |                 | Rio de Janeiro |

3ª Rodada
| 10 de maio | Vasco da Gama | 82 - 75 | Paraná Basquete | Rio de Janeiro |
| 10 de maio |               |         |                 | Rio de Janeiro |

4ª Rodada
| 12 de maio | Paraná Basquete | 85 - 83 | Vasco da Gama | São José dos Pinhais |
| 12 de maio |                 |         |               | São José dos Pinhais |

5ª Rodada
| 14 de maio | Vasco da Gama | 97 - 83 | Paraná Basquete | Rio de Janeiro |
| 14 de maio |               |         |                 | Rio de Janeiro |

## Premiação
| Campeonato Nacional de Basquete Feminino 2001 |
| --------------------------------------------- |
| Vasco da Gama Campeão                         |